# Kozioróg w Czernej
Kozioróg w Czernej este o arie protejată (sit de importanță comunitară — SCI) din Polonia întinsă pe o suprafață de 142,77 ha, integral pe uscat.

## Localizare
Centrul sitului Kozioróg w Czernej este situat la coordonatele 51°42′52″N 15°54′48″E / 51.7144°N 15.9132°E.

## Înființare
Situl Kozioróg w Czernej a fost declarat sit de importanță comunitară în octombrie 2009 pentru a proteja 2 specii de animale.

## Biodiversitate
Situată în ecoregiunea continentală, aria protejată conține 1 habitat natural: Păduri mixte riverane de Quercus robur, Ulmus laevis și Ulmus minor, Fraxinus excelsior sau Fraxinus angustifolia, de-a lungul marilor râuri (Ulmenion minoris).
La baza desemnării sitului se află mai multe specii protejate de  nevertebrate (2): croitorul mare al stejarului (Cerambyx cerdo), Osmoderma eremita.